# Bath (Nouveau-Brunswick)
Pour les articles homonymes, voir Bath (homonymie).
Ne doit pas être confondu avec Bathurst (Nouveau-Brunswick).
Bath est une communauté non incorporée située dans comté de Carleton dans l'Ouest du Nouveau-Brunswick le long du fleuve Saint-Jean. Depuis le 1er janvier 2023, la communauté fait partie du bourg de Carleton North. Avant cela, elle avait le statut de village.

## Toponyme

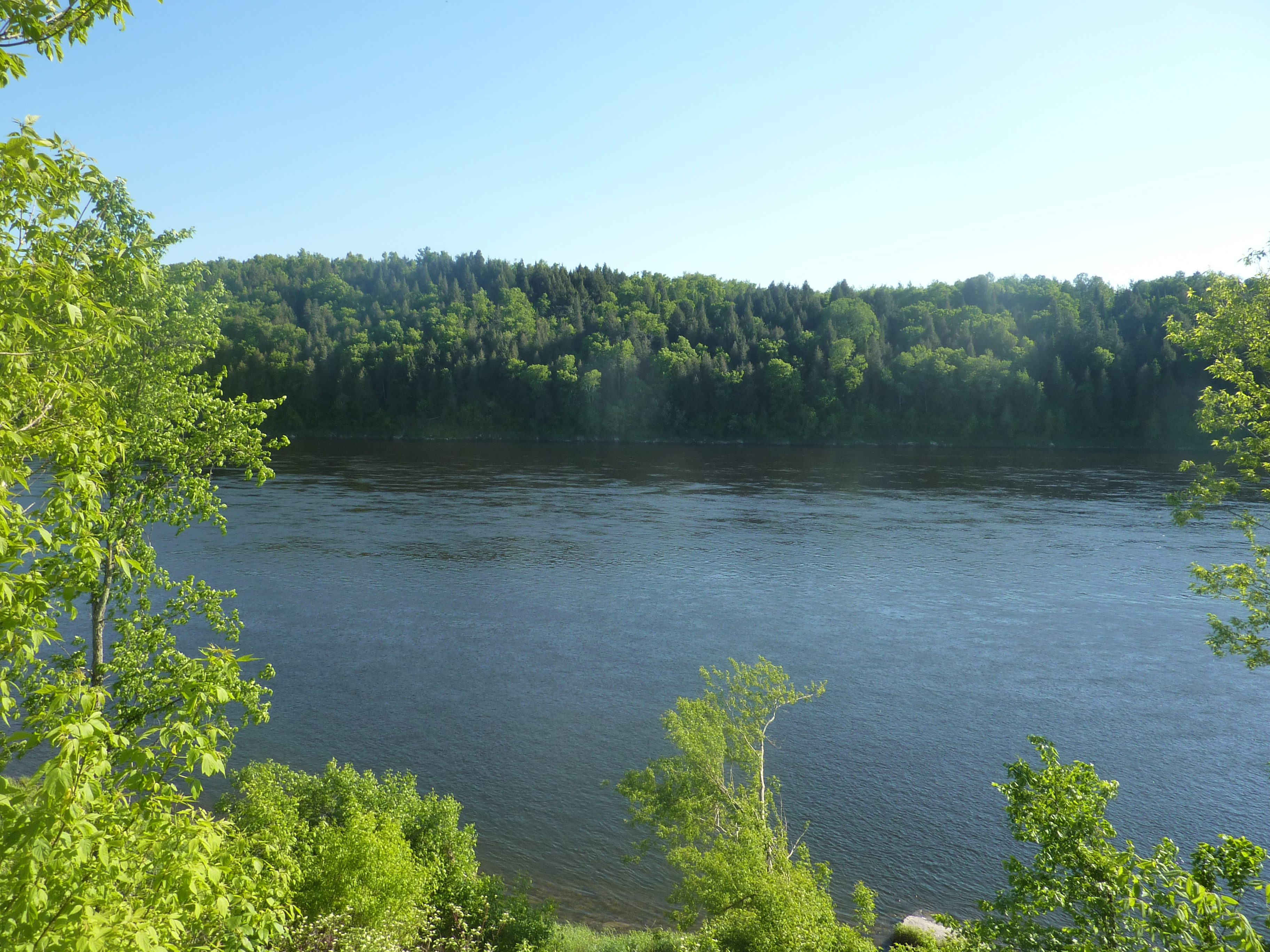
Le fleuve Saint-Jean à Bath

Bath est probablement nommé d'après la ville de Bath, en Angleterre. Le bureau de poste a porté le nom de Munquart de son ouverture en 1852 jusque vers 1875.

## Géographie

### Situation
Bath est situé dans le comté de Carleton, à 131 kilomètres de route au sud-est d'Edmundston et à 149 km au nord-ouest de Fredericton. Le village est bâti sur la rive gauche (est) du fleuve Saint-Jean.
Bath est enclavée dans la paroisse de Kent. La paroisse de Wicklow s'étend sur la rive opposée du fleuve, au sud-ouest. Les municipalités les plus proches sont Florenceville-Bristol, à 8 km de route au sud, et Perth-Andover, à 32 km au nord. Bath a une superficie de 2,03 kilomètres carrés.

### Climat
Une station météorologique est située non loin, à Beechwood. Le village bénéficie d'un climat continental humide. Le mois le plus chaud a une température moyenne de 19,1 °C et le plus froid une température de -11,8 °C. Le village reçoit 1100 mm de précipitations annuellement dont 230 cm de neige. La journée la plus chaude fut le 20 juillet 1991, avec 36 °C et la plus froide fut le 20 janvier 1994, avec -39 °C. La journée ayant eu le plus de précipitations fut le 22 juin 1993, avec 92,2 mm de pluie. Le 17 janvier 1994 a le record de neige, avec 51 centimètres, alors que la plus importante accumulation a eu lieu le 29 janvier suivant, avec 100 cm.
| Mois                              | jan.  | fév.  | mars | avril | mai  | juin | jui.  | août  | sep. | oct. | nov. | déc.  | année   |
| --------------------------------- | ----- | ----- | ---- | ----- | ---- | ---- | ----- | ----- | ---- | ---- | ---- | ----- | ------- |
| Température minimale moyenne (°C) | −17,4 | −16,4 | −9,5 | −1,5  | 4,7  | 10,2 | 13,1  | 12,2  | 7,1  | 1,9  | −3,5 | −12,6 | −1      |
| Température moyenne (°C)          | −11,8 | −10,4 | −4   | 3,7   | 11   | 16,4 | 19,1  | 18,1  | 12,7 | 6,7  | 0,2  | −7,8  | 4,5     |
| Température maximale moyenne (°C) | −6,1  | −4,3  | 1,5  | 8,8   | 17,2 | 22,5 | 25,2  | 24    | 18,2 | 11,4 | 3,9  | −3    | 9,9     |
| Précipitations (mm)               | 99,9  | 57    | 77,5 | 78,2  | 94,4 | 98,4 | 103,5 | 101,4 | 92,2 | 98,1 | 99,2 | 98,2  | 1 092,4 |
| dont pluie (mm)                   | 36,7  | 13,9  | 35,6 | 63    | 94,1 | 98,4 | 103,5 | 101,4 | 92,1 | 97,9 | 81,1 | 46    | 863,7   |
| dont neige (cm)                   | 63,1  | 43,1  | 41,8 | 15,2  | 0,3  | 0    | 0     | 0     | 0,1  | 0,2  | 18,1 | 46,8  | 228,7   |

### Logement
Le village comptait 218 logements privés en 2006, dont 205 occupés par des résidents habituels. Parmi ces logements, 80,5 % sont individuels, 4,9 % sont jumelés, 7,3 % sont en rangée, 4,9 % sont des appartements ou duplex et 4,9 % sont des immeubles de moins de cinq étages. 73,2 % des logements sont possédés alors que 26,8 % sont loués. 75,6 % ont été construits avant 1986 et 0,0 % ont besoin de réparations majeures. Les logements comptent en moyenne 7,0 pièces et 0,0 % des logements comptent plus d'une personne habitant par pièce. Les logements possédés ont une valeur moyenne de 79 003 $, comparativement à 119 549 $ pour la province.

## Histoire

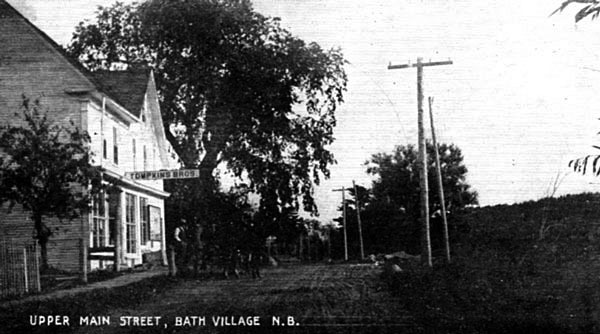
Rue principale de Bath en 1920

Le bureau de poste de Bath est fondé en 1852. En 1904, Bath comptait de plus deux scieries, un moulin à farine, huit magasins, deux hôtel et trois églises. L'école intermédiaire est inaugurée en 1954. Bath est constitué en municipalité le 9 novembre 1966. L'école élémentaire ouvre ses portes en 1967.

## Démographie
(juillet 2016).
Le village comptait 512 habitants en 2006, soit une baisse de 13,5 % en 5 ans. Il y avait alors en tout 205 ménages dont 145 familles. Les ménages comptaient en moyenne 2,4 personnes tandis que les familles comptaient en moyenne 3,0 personnes. Les ménages étaient composés de couples avec enfants dans 16,6 % des cas, de couples sans enfants dans 34,1 % des cas et de personnes seules dans 31,7 % des cas alors que 19,5 % des ménages entraient dans la catégorie autres (familles monoparentales, colocataires, etc.). 58,6 % des familles comptaient un couple marié, 13,8 % comptaient un couple en union libre et 27,6 % étaient monoparentale. Dans ces dernières, une femme était le parent dans 87,5 % des cas. L'âge médian était de 41,2 ans, comparativement à 41,5 ans pour la province. 79,4 % de la population était âgée de plus de 15 ans, comparativement à 83,8 % pour la province. Les femmes représentaient 52,4 % de la population, comparativement à 51,3 % pour la province. Chez les plus de 15 ans, 32,1 % étaient célibataires, 43,2 % étaient mariés, 3,7 % étaient séparés, 8,6 % étaient divorcés et 12,3 % étaient veufs. De plus, 9,9 % vivaient en union libre.
Au regard de la population, Bath se classe au 221e rang de la province.
| 1981 | 1986 | 1991 | 1996 | 2001 | 2006 | 2011 |
| ---- | ---- | ---- | ---- | ---- | ---- | ---- |
| 794  | 738  | 653  | 629  | 592  | 512  | 532  |

| 2016 | - | - | - | - | - | - |
| ---- | - | - | - | - | - | - |
| 476  | - | - | - | - | - | - |

## Chronologie municipale
- 1821: Érection de la paroisse de Kent dans le comté d'York.
- 1833: Création du comté de Carleton à partir d'une portion du comté d'York, dont la paroisse de Kent. Création de la paroisse d'Aberdeen à partir de portions de la paroisse de Kent et de la paroisse de Brighton.
- 1966: La municipalité du comté de Carleton est dissoute. La paroisse de Kent devient alors un district de services locaux. Constitution des villages de Bath et de Bristol ainsi que du DSL de Haut-Kent dans la paroisse[12],[13].

## Économie
Entreprise Carleton, membre du Réseau Entreprise, a la responsabilité du développement économique.

## Administration
(juillet 2016).

### Conseil municipal
Le conseil municipal est formé d'un maire et de trois conseillers. Le conseil reste inchangé depuis l'élection de 12 mai 2008, le maire étant même élu par acclamation. Un second dépouillement doit avoir lieu mais le maire Troy E. Stone conserve son poste face à Anna Marie Kilfoil par une majorité de quatre voix. Le conseil municipal actuel est élu lors de l'élection quadriennale du 10 mai 2016.
Conseil municipal actuel
| Mandat      | Fonctions   | Nom(s)                                                      |
| ----------- | ----------- | ----------------------------------------------------------- |
| 2012 - 2016 | Maire       | Troy F.J. Stone                                             |
| 2012 - 2016 | Conseillers | Barbara Lynn McIntosh, Jodi A. O'Neil et Charles H. McNair. |

|  | Indépendant | 1989-1995     | Walter S. Feeney |
|  | Indépendant | 1995-en cours | Troy F.J. STone  |

### Commission de services régionaux
Bath fait partie de la Région 12, une commission de services régionaux (CSR) devant commencer officiellement ses activités le 1er janvier 2013. Bath est représenté au conseil par son maire. Les services obligatoirement offerts par les CSR sont l'aménagement régional, la gestion des déchets solides, la planification des mesures d'urgence ainsi que la collaboration en matière de services de police, la planification et le partage des coûts des infrastructures régionales de sport, de loisirs et de culture; d'autres services pourraient s'ajouter à cette liste.

### Représentation et tendances politiques
Bath est membre de l'Union des municipalités du Nouveau-Brunswick.
 Nouveau-Brunswick: Bath fait partie de la circonscription provinciale de Carleton, qui est représentée à l'Assemblée législative du Nouveau-Brunswick par Dale Graham, du Parti progressiste-conservateur. Il fut élu en 1993 puis réélu depuis ce temps.
 Canada: Bath fait partie de la circonscription électorale fédérale de Tobique—Mactaquac, qui est représentée à la Chambre des communes du Canada par Michael Allen, du Parti conservateur. Il fut élu lors de la 39e élection générale, en 2006, et réélu en 2008.

## Vivre à Bath

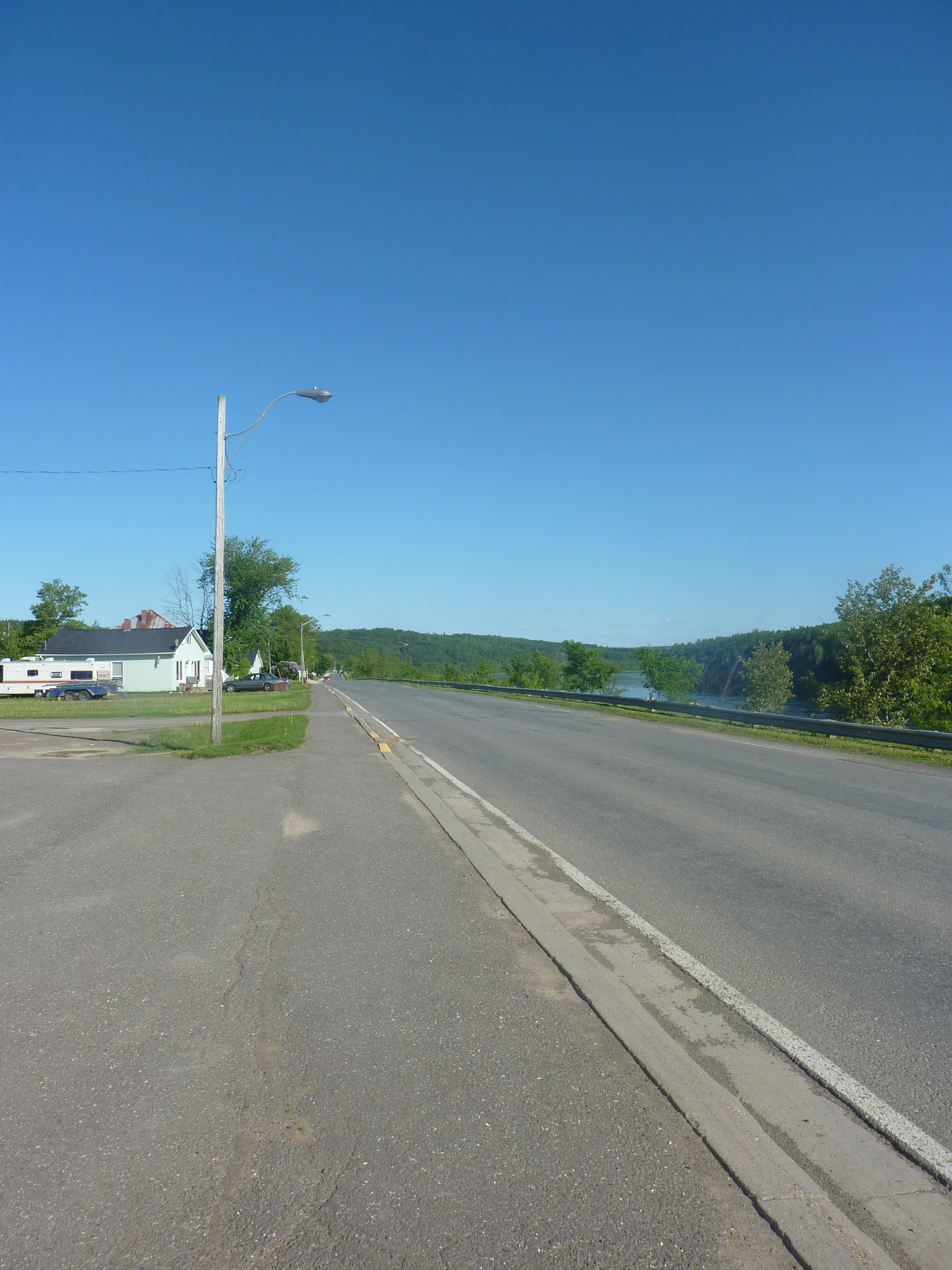
La route 105 à Bath.

### Éducation
Bath compte deux écoles publiques anglophones faisant partie du district scolaire #14. Les élèves fréquentent tout d'abord l'école élémentaire Bath de la maternelle à la 5e année avant d'aller à l'école intermédiaire Bath jusqu'en 8e année. Les élèves doivent ensuite poursuivre leurs études à l'école secondaire Carleton North de Florenceville-Bristol.
Le village est inclus dans le territoire du sous-district 8 du district scolaire Francophone Nord-Ouest. Les écoles francophones les plus proches sont à Grand-Sault. Cette ville compte aussi un campus du CCNB-Edmundston alors qu'il y a une université à Edmundston même.

### Autres services publics
Bath possède un service de pompiers, établi en 1965. Le détachement de la Gendarmerie royale du Canada le plus proche est à Florenceville-Bristol.
Le village bénéficie d'un foyer de soins agréés, le River View Manor. Il y a aussi un bureau de poste.
L'église St. Joseph's est une église catholique romaine faisant partie du diocèse de Saint-Jean.
Les anglophones bénéficient des quotidiens Telegraph-Journal, publié à Saint-Jean, et The Daily Gleaner, publié à Fredericton. Ils ont aussi accès au bi-hebdomadaire Bugle-Observer, publié à Woodstock. Les francophones ont accès par abonnement au quotidien L'Acadie nouvelle, publié à Caraquet, ainsi qu'à l'hebdomadaire L'Étoile, de Dieppe.

## Culture

### Langues
Selon la Loi sur les langues officielles, Bath est officiellement anglophone puisque moins de 20 % de la population parle le français.

### Personnalités
- Maurice Dionne (1936-2003), enseignant, directeur d'école et homme politique, né à Bath.

### Médias
Un journal a été publié à Bath dans le passé : The Gospel Standard en 1932.